# Матвиейко, Мирон Васильевич
Мирон Васильевич Матвиейко (укр. Мирон Васильович Матвієйко, псевдонимы: «Див», «Жар», «Рамзес», «Усмих», «Модди», «Травневый»; 1914—1984) — руководитель Службы безопасности зарубежных частей ОУН, дополнительно тройной агент — Абвера (Третий рейх), МИ-6 (Британия), МГБ (Советский Союз).

## Биография
Происходит из семьи греко-католического священника. Учился в медицинском институте, который не закончил. Член ОУН с 1930 года, ответственный сотрудник референтуры СБ провода ОУН(б). По заданию ОУН с 1941 года сотрудничал с контрразведкой Абвера в деле противодействия советскому подполью. Участвовал в операциях против советских партизан и подпольщиков.
С весны 1949 года — руководитель референтуры СБ ЗЧ ОУН. Был одним из особо приближённых к С. А. Бандере людей, являлся ему кумом. Жена Мирона Васильевича, Евгения Кошулинская, технический сотрудник СБ ЗЧ ОУН, крёстная мать сына Бандеры — Андрея. В. С. Кук писал, что Матвиейко «способен на провокацию, может добиться признания даже от невинного человека» — был сторонником жёстких методов работы СБ. Сам он впоследствии весьма нелестно отзывался о моральном облике С. А. Бандеры.
Прошёл обучение в спецшколе английской разведки СИС, псевдоним «Модди». Был заброшен с группой агентуры на территорию УССР, был захвачен, сбежал из особняка, но через три дня сдался органам государственной безопасности во Львове. На пресс-конференции, устроенной украинским руководством, выступил с осуждением бандеровского движения и призвал эмиграцию и членов ОУН к примирению. Впоследствии выступал в учебных заведениях и на радио, публиковал брошюры. Разоблачения Матвиейко привели к резкой критике деятельности ЗЧ ОУН и СИС в зарубежной прессе. Около 200 агентов сдались. За помощь в ликвидации националистического подполья М. В. Матвиейко специальным указом Президиума Верховного Совета СССР от 19 июня 1958 освободили от уголовной ответственности. Он устроил личную жизнь и в Киеве ему дали однокомнатную квартиру. Через некоторое время переехал во Львовскую область, где и умер в селе Павлове Радеховского района.

## Публикации
- Чорні справи ЗЧ ОУН. Львов, 1962.